# Münchener Secession

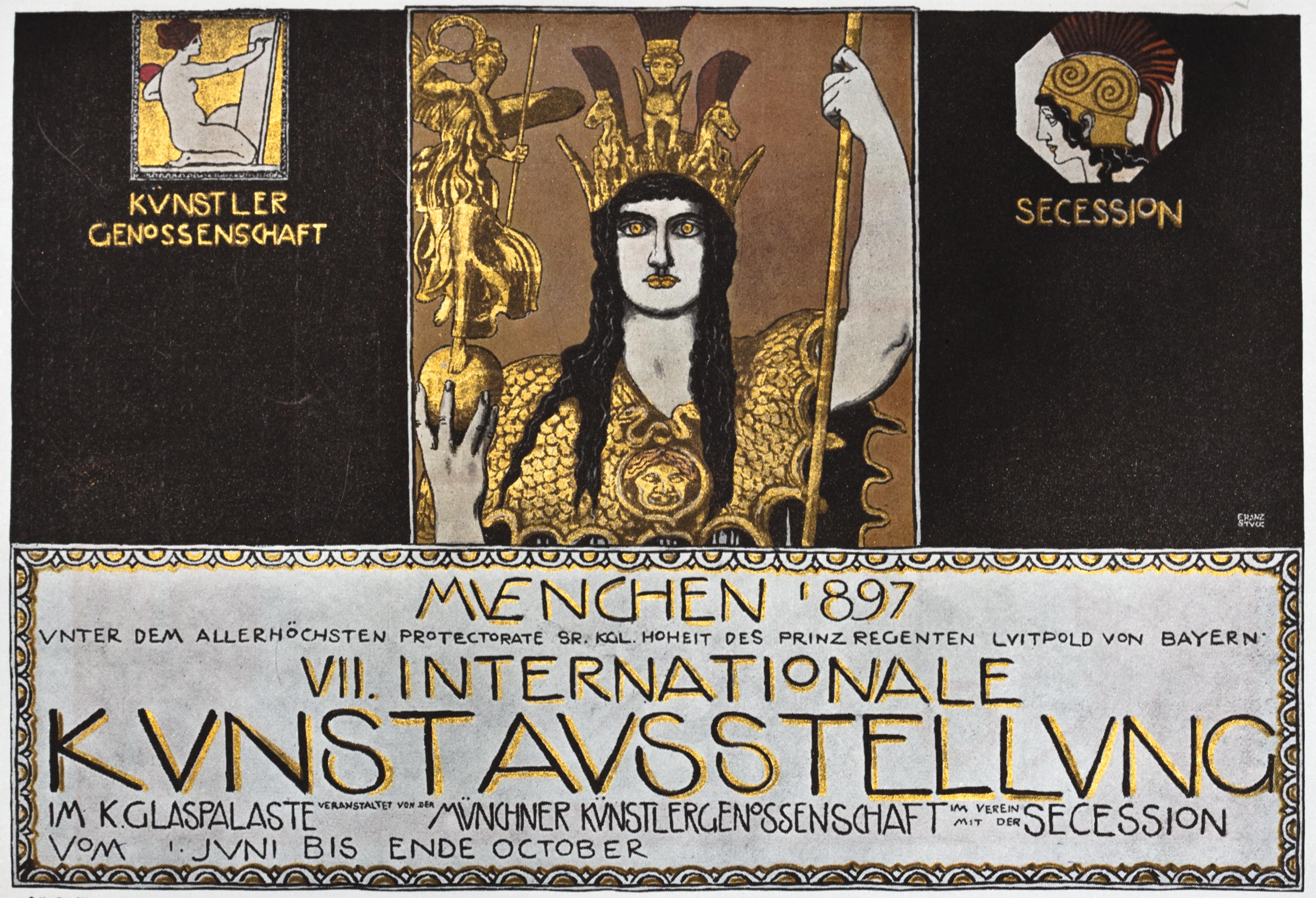
Affisch av Franz von Stuck för Sjunde Internationella Konst Utställningen i München, 1897.

Münchener Secession eller Münchensecessionen var en sammanslutning med modernistiska konstnärer i München grundad 1892 då dessa bröt sig ur Münchens konstförening, för att försvara sina konstideal och protestera mot konstföreningens konservativa syn på konst. Sammanslutningen fungerade som en sorts kooperativ. 1901 splittrades gruppen då ett antal medlemmar grundade gruppen Phalanx. En andra splittring skedde 1913 då Münchener Neue Secession bildades.

## Stiftande medlemmar
- Bernhard Buttersack
- Ludwig Dill
- Bruno Piglhein, ordförande, 1892
- Ludwig von Herterich
- Paul Hoecker, sekreterare
- Albert von Keller
- Paul Wilhelm Keller-Reutlingen
- Gotthardt Kuehl
- Hugo von Habermann, vise ordförnade 1892, Ordförande 1904
- Wilhelm Ludwig Lehmann
- Robert Poetzelberger, vise sekreterare
- Franz von Stuck
- Fritz von Uhde
- Heinrich Zügel

## Övriga medlemmar
Benno Becker, Carl Johann Becker-Gundahl, Peter Behrens, Josef Block, Jorgos Busianis, Lovis Corinth, Paul Eduard Crodel, Friedrich Eckenfelder, Hermann Eichfeld, Otto Hierl-Deronco, Adolf Hölzel, August Hoffmann von Vestenhof, Leopold von Kalckreuth, Christian Landenberger, Max Liebermann, Hans Olde, Leo Samberger, Hermann Schlittgen, Christian Speyer, Toni Stadler, Fritz Strobentz, Wilhelm Trübner, Fritz Voellmy, Wilhelm Volz, Viktor Weishaupt, Sion L. Wenban.